# Acyttara connectus
Acyttara connectus är en fjärilsart som beskrevs av Barnes och Mcdunnough 1916. Acyttara connectus ingår i släktet Acyttara och familjen träfjärilar. Inga underarter finns listade i Catalogue of Life.